# Gyula Hernádi

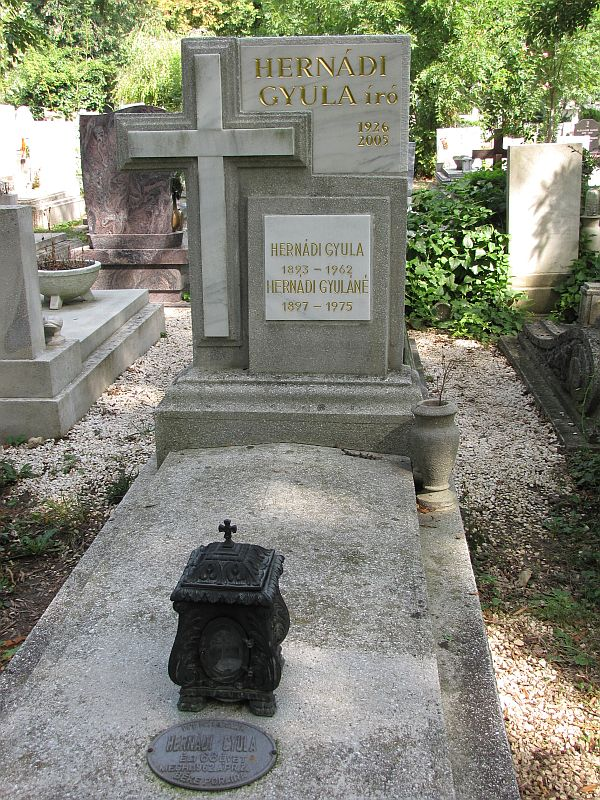
Gyula Hernádi

Gyula Hernádi  (Oroszvár (nu Rusovce in Slowakije), 23 augustus 1926 – Boedapest, 21 juli 2005) was een Hongaars (scenario)schrijver. Hij won de Attila Józsefprijs in 1976 en de Kossuthprijs in 1999.

## Biografie
Hernádi woonde van zijn tweede tot zijn achttiende jaar in Pannonhalma Hongarije, waar zijn vader als gemeentesecretaris werkte. Zijn grootvader was een befaamd dokter. Hij zei: “Het klooster van Pannonhalma was geweldig goed afgeschermd van het dorp en het omliggende gebied.”
Hij studeerde af aan het benedictijner gymnasium van Győr. Zijn broer György Hernádi studeerde toen reeds aan de Ludovica Academie.
Na zijn afstuderen, schreef hij zich in aan de Semmelweis Orvostudományi Egyetem (Medische Universiteit Semmelweis) te Boedapest in 1944. De oorlog stuurde echter zijn studieplannen in de war. Hij kwam terecht in Russische krijgsgevangenschap op de Krim en kon pas terugkeren naar huis in 1947, waar hij als held werd beschouwd.
Hij vatte diverse andere studies aan, zoals aan het Népi kollégium (Volkscollege).
Vanaf 1950 werkte hij als bedrijfseconoom aan het Városépítési Tudományos és Tervező Intézet ‘(Wetenschappelijk Instituut voor Stedebouw en Ontwerp).
Vanaf 1970 was hij verbonden aan het Huszonötödik Színház (25e Theater) en het Népszínház (Volkstheater) en hij studeerde ook nog verder aan het Népi kollégium (Volkscollege). Aan het József Katonatheater in Kecskemét was hij dramaturg en artistiek directeur. Vanaf 1991 was hij voorzitter van de Onafhankelijke Hongaarse Schrijversbond.
Zijn literaire werken verschenen vanaf 1955: gedichten, novelles, kleine romans. Hij werd voornamelijk bekend vanwege zijn scenario’s voor de films van Miklós Jancsó. Hun eerste gezamenlijke film Oldás és kötés (Knopen en losmaken) werd in 1964 vertoond, waarna nog meer films volgden. Zijn werk bevat vaak verrassende en verbluffende ideeën en ijzingwekkende beelden.

## Oeuvre
- Deszkakolostor (novellen, 1959)
- A péntek lépcsőin (roman, 1959)
- Folyosók (roman, 1966)
- Száraz barokk (vertellingen, 1967)
- Sirokkó (roman, 1969)
- Az erőd (roman, 1971)
- Utópia (drama, 1973)
- Falanszter és Antikrisztus (drama, 1974)
- Logikai kapuk (vertellingen, 1974)
- Vörös rekviem (roman, 1975)
- Vérkeresztség (drama, 1975)
- Fivérem a holnap (drama, 1976)
- Az ég bútorai (vertellingen, 1976)
- Csillagszóró (drama, 1976)
- Endre Bajcsy-Zsilinszky (drama, 1977)
- Jézus Krisztus horoszkópja (vertellingen, 1977)
- A tolmács (drama, 1977)
- Az elnökasszony (roman, 1978)
- Szép magyar tragédia (drama, 1978)
- Vitam et sanguinem (roman, 1978)
- Mata Hari (drama, 1979)
- Borotvált tabló (roman, 1980)
- A hülyeség csonritkulása (drama, 1981)
- Hasfelmetsző Jack (roman, 1981)
- Kiáltás és kiáltás (roman, 1981)
- Drakula (roman, 1983)
- Frankenstein (roman, 1984)
- Fantomas (roman, 1985)
- A boldogság templomai (roman, 1986)
- Hátamon fekve szaladgálok (vertellingen, 1987)
- Jancsó Miklós (filmrendező) szeretői (roman, 1988)
- A nagy fogamzásgátló (vertelling, 1988)
- Királyi vadászat (drama, 1989)
- Lélekvándorlás (1990)
- Isten a konyhában vérzik (gedichten, 1991)
- A halál halála (1992)
- Jóslások könyve Vinkó Józseffel (1992)
- A boldogság boldogsága (1993)
- Egri csillagok háborúja (1994)
- Így isztok ti... Gömör Tamással (1998)

## Film
- Oldás és kötés (dramaturg, 1963)
- Így jöttem (scenario, 1964)
- Szegénylegények (scenario, 1965)
- Csillagosok, katonák (scenario, 1967)
- Csend és kiáltás (scenario, 1967)
- A völgy (schrijver, 1968)
- Fényes szelek (scenario, 1969)
- Téli sirokkó (scenario, 1970)
- Égi bárány (scenario, 1971)
- Technika és rítus (scenario, 1971)
- A pacifista (schrijver, 1971)
- Még kér a nép (scenario, 1972)
- Szerelmem, Elektra (1974)
- Vörös rekviem (scenario, 1975)
- Örökbefogadás (scenario, 1975)
- Kilenc hónap (scenario, 1976)
- Utolsó előtti ítélet (scenario, 1979)
- Az erőd (scenario, 1979)
- Allegro Barbaro (scenario, 1979)
- Magyar rapszódia (scenario, 1979)
- A zsarnok szíve, avagy Boccaccio Magyarországon (scenario, 1981)
- Anna (scenario, 1981)
- Omega, Omega, Omega (scenario, 1982)
- Lélekvándorlás (schrijver, 1983)
- Kiáltás és kiáltás (schrijver, 1987)
- Szörnyek évadja (scenario, 1987)
- Jézus Krisztus horoszkópja (scenario, 1988)
- Nostoi – Visszatérés (schrijver, 1991)
- Isten hátrafelé megy (acteur, 1991)
- Kék Duna keringő (1992)
- Kölcsönkapott idő (schrijver, 1993)
- Nekem lámpást adott kezembe az Úr Pesten (acteur, schrijver, 1999)
- Anyád! A szúnyogok (scenario, 2000)
- Utolsó vacsora az Arabs Szürkénél (scenario, 2000)
- Kelj fel, komám, ne aludjál (acteur, scenario, 2002)
- A mohácsi vész (scenario, 2004)
- The enfolding (2005)
- Ede megevé ebédem (scenario, 2006)
- Vasárnap (schrijver, 2007)

## Toneelwerken
- Fényes szelek (1971)
- Falanszter (1972)
- Antikrisztus (1973)
- Utópia (1973)
- Vörös zsoltár (1973)
- Vérkeresztség (1975)
- A tolmács (1976)
- Csillagszóró (1976, 1991)
- Királyi vadászat (1976, 1983)
- Bajcsy-Zsilinszky Endre (1977-1978)
- Szép magyar tragédia (1977, 1982)
- Hasfelmetsző Jack (1979, 1992)
- Mata Hari (1979)
- Lélekvándorlás (1979)
- V.N.H.M. (Szörnyek évadja, 1980)
- Drakula (1982)
- Jöjj Délre, cimborám! (1983)
- Hagyaték (1986)
- Dogma (1987)
- Márai (2002)

## Scenario’s
- Ki kicsoda a magyar irodalomban? Tárogató könyvek ISBN 963-8607-10-6
- Ki kicsoda a magyar irodalomban? Könyvkuckó kiadó, Budapest, 1999 ISBN 9-638157-91-7
- Hermann Péter: Ki kicsoda 2002 cd-rom, Biográf kiadó ISBN 963-8477-64-4